# فیرفورست (کارولینای جنوبی)
فیرفورست (به انگلیسی: Fairforest) یک منطقهٔ مسکونی در ایالات متحده آمریکا است که در شهرستان اسپارتانبرگ، کارولینای جنوبی واقع شده‌است. فیرفورست ۵٫۴۳۲ کیلومتر مربع مساحت و ۱٬۶۹۳ نفر جمعیت دارد.